# Comté d'Inverell
Le comté d'Inverell (en anglais : Inverell Shire) est une zone d'administration locale située dans l'État de Nouvelle-Galles du Sud en Australie.

## Géographie
Le comté s'étend sur 8 606 km2 dans les North West Slopes, à l'extrémité septentrionale de la Nouvelle-Galles du Sud et limitrophe du Queensland. Il est arrosé par la Macintyre et traversé par la Gwydir Highway.
Le comté comprend la ville d'Inverell et les localités d'Ashford, Bonshaw, Bukkula, Delungra, Elsmore, Gilgai, Graman, Mount Russell, Stannifer, Tingha, Wallangra et Yetman. La localité de Myall Creek est partagée avec le comté de Gwydir.

## Histoire
Le comté est créé le 1er juillet 1979 par la fusion de la municipalité d'Inverell avec les comtés d'Ashford et de Macintyre.
Le 1er juillet 2019, la localité de Tingha est détachée de la zone d'administration locale d'Armidale et rattachée au comté d'Inverell.

## Démographie
La population s'élevait à 16 075 habitants en 2011 et à 16 483 habitants en 2016.

## Politique et administration
Le conseil comprend neuf membres élus pour un mandat de quatre ans, qui à leur tour élisent le maire pour deux ans. À la suite des élections du 4 décembre 2021, le conseil est formé de neuf indépendants.

### Liste des maires
| Période                                  | Période        | Identité    | Étiquette   | Qualité |
| ---------------------------------------- | -------------- | ----------- | ----------- | ------- |
| Les données manquantes sont à compléter. |                |             |             |         |
| septembre 2008                           | septembre 2012 | Mal Peters  | Indépendant |         |
| septembre 2012                           | en cours       | Paul Harmon | Indépendant |         |